# Рабочий посёлок (микрорайон Перми)

Рабочий поселок — микрорайон города Перми. Расположен в Мотовилихинском районе.
Границы — железная дорога; р. Ива; ул. Добролюбова; ул. Тургенева; ул. КИМ; ул. Степана Разина; ул. Н.Крупской.

## История

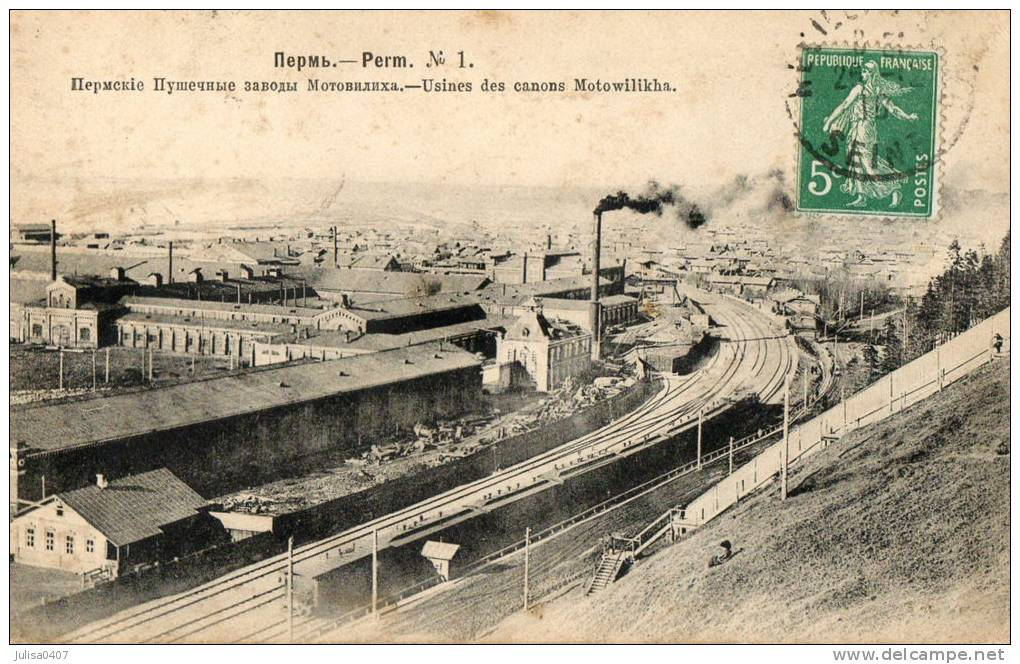
Мотовилихинские заводы. Начало XX века.

Территория современного Рабочего поселка была обжита примерно в конце XVII века. В 1735 году был заложен медеплавильный завод, а позже — Пермский пушечный завод. Микрорайон начал массово застраиваться в 1928 г. как жилой комплекс для рабочих Мотовилихинского завода. Является первой регулярной застройкой города Перми. Первые двухэтажные дома в Рабочем посёлке появились в 1927 году, а на следующий год началось строительство каменных жилых зданий. Первым благоустроенным кварталом стал квартал из восьми трёхэтажных домов из красного кирпича, расположенный вдоль магистрали. Сейчас это квартал между улицами Уральская — Лебедева и Индустриализации — Циолковского. Рядом с этим кварталом началось строительство квартала четырёхэтажных домов. Сейчас это квартал между ул. Циолковского — Работница, Лебедева — Уральская. Вместе с жильём возводились обслуживающие предприятия: фабрика-кухня, баня-прачечная, больница, гостиница «Металлург», гараж.
В 1970—1980-е годы велась застройка микрорайона 9- (серии I-464Д), 14- и 16-этажными домами по улицам Уральская, КИМ, Инженерная.

## Транспорт
- трамвайные маршруты № 4, 8, 11.
- автобусные маршруты № 4, 16, 18, 32, 36, 77.

## Достопримечательности и учреждения

### Здравоохранение
- городские клинические больницы № 4 и № 6
- детская городская клиническая больница № 13
- поликлиники № 1 и № 4.

### Образование

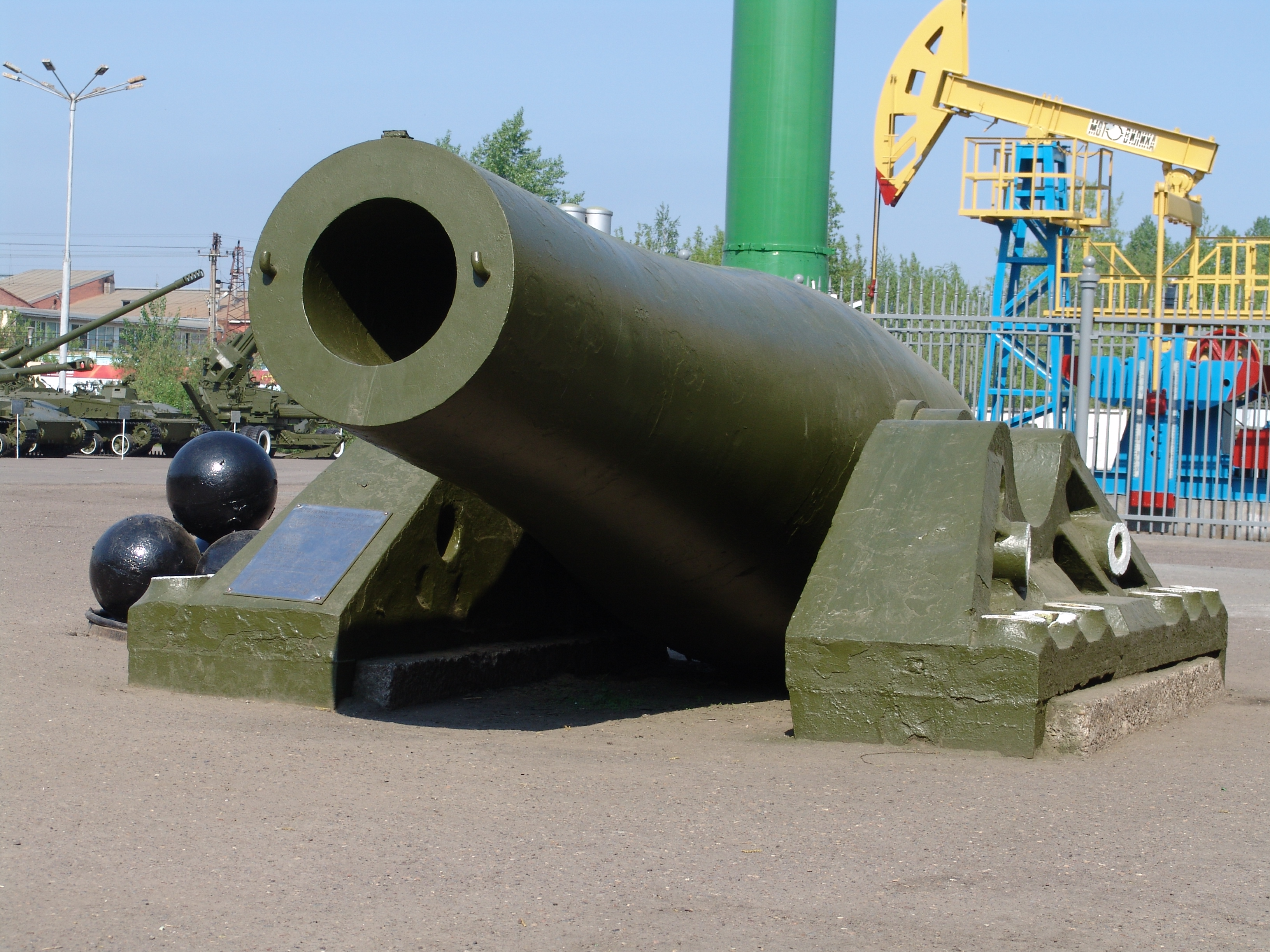
Пермская Царь-пушка в музее

- Политехнический колледж имени Н. Г. Славянова
- профессиональные лицеи № 3 и № 43
- школы № 54, № 48, № 49, № 105
- гимназия № 5.

### Культура
- Дворец спорта «Молот»
- Дворец культуры имени В. И. Ленина
- Музей истории Мотовилихинских заводов
- Памятник воину-освободителю[3]